# Ain (hvězda)
Ain je jméno hvězdy ε (epsilon) Tauri v souhvězdí Býka. Jedná se o oranžového obra spektrální třídy **K0III**, který je členem otevřené hvězdokupy Hyády.
Ain má zdánlivou jasnost +3,53 mag a nachází se ve vzdálenosti přibližně 147 světelných let (*44,97 pc*) od Země. Je to jedna z nejjasnějších hvězd Hyád a díky své poloze poblíž ekliptiky může být zakryta Měsícem nebo (velmi zřídka) planetou.

## Charakteristika
Hlavní složka systému, Ain A, je oranžový obr, jehož povrchová teplota činí přibližně 4901 K, což jí dává charakteristickou oranžovou barvu. Hvězda má hmotnost přibližně 2,7 M☉, poloměr je 12krát větší než poloměr Slunce a její svítivost je 97krát vyšší než svítivost Slunce.
Druhá složka systému, Ain B, je slabší hvězda s jasností +10,6 mag, vzdálená od Ain A asi 2000 AU.
Ain A je hvězda ve střední až pokročilé fázi svého hvězdného vývoje. S odhadovaným stářím přibližně 625 milionů let se jedná o relativně mladou hvězdu ve srovnání s mnoha jinými hvězdami, avšak jako oranžový obr se již nachází ve své závěrečné životní fázi, kdy vyčerpala zásoby vodíku v jádře a zahájila další fáze jaderné fúze.

## Základní údaje
| Parametr                   | Hodnota                                        |
| -------------------------- | ---------------------------------------------- |
| Hvězdná velikost           | +3,53 mag                                      |
| Absolutní hvězdná velikost | +0,265 mag                                     |
| Rektascenze (RA)           | 4h28m36,998s                                   |
| Deklinace (DEC)            | +19°10′49,544″                                 |
| Spektrální třída           | K0III                                          |
| Vzdálenost od Země         | 146,7 ± 1,7 světelných let (*44,97 ± 0,51 pc*) |
| Hmotnost                   | 2,7 M☉                                         |
| Poloměr                    | 12 R☉                                          |
| Svítivost                  | 97 L☉                                          |
| Teplota povrchu            | 4901 K                                         |
| Stáří hvězdy               | 625 milionů let                                |

## Exoplaneta Ain b
V roce 2007 byl kolem Ain A objeven plynný obr označený jako Ain b (také ε Tauri b). Tato exoplaneta je prvním známým objevem planety obíhající kolem hvězdy v otevřené hvězdokupě Hyády. Planeta má minimální hmotnost přibližně 7,6 MJ (sedminásobek hmotnosti Jupitera) a obíhá kolem Ain A ve vzdálenosti 1,93 AU s periodou 1,595 let (zhruba 582 dní).
Planeta byla objevena na základě měření radiální rychlosti hvězdy, která vykazuje periodické odchylky způsobené gravitací této planety.

## Parametry planety Ain b
| Parametr                   | Hodnota              |
| -------------------------- | -------------------- |
| Hmotnost                   | 7,6 MJ               |
| Velká poloosa oběžné dráhy | 1,93 AU              |
| Oběžná doba                | 1,595 roku (582 dní) |
| Excentricita dráhy         | 0,15                 |
| Objev                      | 2007                 |

## Poloha a souvislost s Hyádami
Ain je členem otevřené hvězdokupy Hyády, která je nejbližší hvězdokupou od Země. Hyády tvoří charakteristický tvar „V“ v souhvězdí Býka, jehož centrální částí je Ain spolu s dalšími jasnými hvězdami.
Hyády mají stáří přibližně 625 milionů let a sdílejí podobný pohyb galaxií, což naznačuje, že se zformovaly společně z jedné molekulární mlhoviny.

## Etymologie
Jméno „Ain“ pochází z arabštiny a znamená „oko“, což odkazuje na jeho polohu v „hlavě býka“. Alternativní jméno „Oculus Borealis“ (Severní oko) se vztahuje k jeho poloze severně od Aldebaranu.

## Kulturní význam
Ain hrál důležitou roli v navigaci i astrologii. Spolu se souhvězdím Býka symbolizoval sílu a plodnost v mnoha starověkých kulturách.